# شهرستان تسلینی (قالموقستان)
شهرستان تسلینی (به لاتین: Tselinny District) یک شهرستان در روسیه است که در قالمیقستان واقع شده‌است.